# Europamästerskapen i friidrott 2024 – Damernas stavhopp
Damernas stavhopp vid europamästerskapen i friidrott 2024 avgjordes mellan den 8 och 10 juni 2024 på Olympiastadion i Rom i Italien.
Guldet togs av schweiziska Angelica Moser efter ett hopp på 4,78 meter, vilket blev ett tangerat nationsrekord. Silvret togs av grekiska Ekaterini Stefanidi och bronset togs av brittiska Molly Caudery.

## Rekord
| Rekord inför EM 2024 | Rekord inför EM 2024     | Rekord inför EM 2024 | Rekord inför EM 2024 | Rekord inför EM 2024 |
| -------------------- | ------------------------ | -------------------- | -------------------- | -------------------- |
| Världsrekord         | Jelena Isinbajeva (RUS)  | 5,06 m               | Zürich, Schweiz      | 28 augusti 2009      |
| Europarekord         | Jelena Isinbajeva (RUS)  | 5,06 m               | Zürich, Schweiz      | 28 augusti 2009      |
| Mästerskapsrekord    | Katerina Stefanidi (GRE) | 4,85 m               | Berlin, Tyskland     | 9 augusti 2018       |
| Mästerskapsrekord    | Wilma Murto (FIN)        | 4,85 m               | München, Tyskland    | 17 augusti 2022      |
| Världsårsbästa       | Molly Caudery (GBR)      | 4,86 m               | Rouen, Frankrike     | 24 februari 2024     |
| Europaårsbästa       | Molly Caudery (GBR)      | 4,86 m               | Rouen, Frankrike     | 24 februari 2024     |

## Program
Alla tider är lokal tid (UTC+1)
| Datum        | Tid   | Omgång |
| ------------ | ----- | ------ |
| 8 juni 2024  | 10:40 | Kval   |
| 10 juni 2024 | 20:15 | Final  |

## Resultat

### Kval
Kvalregler: Hopp på minst 4,55 meter 0Q0 eller de 12 friidrottare med högst hopp 0q0 gick vidare till finalen.
| Placering | Grupp | Namn                 | Nationalitet   | 4,10 | 4,25 | 4,40 | 4,50 | 4,55 | Höjd | Noteringar |
| --------- | ----- | -------------------- | -------------- | ---- | ---- | ---- | ---- | ---- | ---- | ---------- |
| 1         | B     | Anjuli Knäsche       | Tyskland       | o    | o    | o    | o    |      | 4,50 | 0q0        |
| 1         | B     | Elisa Molinarolo     | Italien        | –    | o    | o    | o    |      | 4,50 | 0q0        |
| 1         | B     | Amálie Švábíková     | Tjeckien       | –    | –    | o    | o    |      | 4,50 | 0q0        |
| 1         | B     | Wilma Murto          | Finland        | –    | –    | o    | o    |      | 4,50 | 0q0        |
| 1         | A     | Molly Caudery        | Storbritannien | –    | –    | –    | o    |      | 4,50 | 0q0        |
| 6         | A     | Angelica Moser       | Schweiz        | –    | –    | o    | xo   |      | 4,50 | 0q0        |
| 6         | A     | Ekaterini Stefanidi  | Grekland       | –    | –    | –    | xo   |      | 4,50 | 0q0        |
| 6         | A     | Elina Lampela        | Finland        | o    | o    | o    | xo   |      | 4,50 | 0q0        |
| 6         | A     | Roberta Bruni        | Italien        | –    | o    | o    | xo   |      | 4,50 | 0q0        |
| 6         | B     | Pascale Stöcklin     | Schweiz        | –    | o    | o    | xo   |      | 4,50 | 0q0        |
| 11        | B     | Ninon Chapelle       | Frankrike      | –    | o    | xo   | xo   |      | 4,50 | 0q0        |
| 11        | A     | Alix Dehaynain       | Frankrike      | –    | xo   | o    | xo   |      | 4,50 | 0q0        |
| 13        | A     | Sonia Malavisi       | Italien        | o    | o    | o    | xxx  |      | 4,40 |            |
| 13        | A     | Kitty Friele Faye    | Norge          | –    | o    | o    | xxx  |      | 4,40 |            |
| 13        | A     | Nikola Pöschlová     | Tjeckien       | o    | o    | o    | xxx  |      | 4,40 |            |
| 16        | A     | Eleni-Klaoudia Polak | Grekland       | –    | xo   | o    | xxx  |      | 4,40 |            |
| 16        | B     | Marleen Mülla        | Estland        | o    | xo   | o    | xxx  |      | 4,40 |            |
| 18        | A     | Jacqueline Otchere   | Tyskland       | xo   | xo   | o    | xxx  |      | 4,40 |            |
| 19        | A     | Lea Bachmann         | Schweiz        | xo   | xo   | xo   | xxx  |      | 4,40 |            |
| 20        | B     | Ariadni Adamopoulou  | Grekland       | o    | o    | xxo  | xxx  |      | 4,40 |            |
| 20        | A     | Marie-Julie Bonnin   | Frankrike      | –    | o    | xxo  | xxx  |      | 4,40 |            |
| 22        | A     | Hanga Klekner        | Ungern         | –    | xo   | xxx  |      |      | 4,25 |            |
| 23        | B     | Caroline Bonde Holm  | Danmark        | o    | xxo  | xxx  |      |      | 4,25 |            |
| 24        | A     | Saga Andersson       | Finland        | o    | xxx  |      |      |      | 4,10 |            |
| 24        | B     | Jana Hladijtjuk      | Ukraina        | o    | xxx  |      |      |      | 4,10 |            |
|           | B     | Elien Vekemans       | Belgien        | xxx  |      |      |      |      | NM   |            |
|           | B     | Silja Andersson      | Finland        | xxx  |      |      |      |      | NM   |            |
|           | B     | Holly Bradshaw       | Storbritannien | –    | xxx  |      |      |      | NM   |            |
|           | B     | Lene Onsrud Retzius  | Norge          | –    | xxx  |      |      |      | NM   |            |
|           | B     | Tina Šutej           | Slovenien      | r    |      |      |      |      | NM   |            |

### Final
| Placering | Namn                | Nationalitet   | 4,28 | 4,43 | 4,58 | 4,68 | 4,73 | 4,78 | 4,83 | Höjd | Noteringar |
| --------- | ------------------- | -------------- | ---- | ---- | ---- | ---- | ---- | ---- | ---- | ---- | ---------- |
| 1         | Angelica Moser      | Schweiz        | –    | xxo  | o    | xo   | x-   | o    | xxx  | 4,78 | 0=NR0      |
| 2         | Ekaterini Stefanidi | Grekland       | –    | o    | o    | o    | o    | x-   | xx   | 4,73 | 0SB0       |
| 3         | Molly Caudery       | Storbritannien | –    | –    | o    | xo   | xo   | x-   | xx   | 4,73 |            |
| 4         | Amálie Švábíková    | Tjeckien       | –    | o    | o    | xxx  |      |      |      | 4,58 |            |
| 5         | Elina Lampela       | Finland        | o    | o    | o    | xxx  |      |      |      | 4,58 |            |
| 6         | Elisa Molinarolo    | Italien        | o    | o    | xo   | xx-  | x    |      |      | 4,58 |            |
| 7         | Roberta Bruni       | Italien        | xo   | o    | xxo  | xxx  |      |      |      | 4,58 |            |
| 7         | Wilma Murto         | Finland        | –    | o    | xxx  |      |      |      |      | 4,43 |            |
| 9         | Ninon Chapelle      | Frankrike      | o    | xo   | xxx  |      |      |      |      | 4,43 |            |
| 10        | Alix Dehaynain      | Frankrike      | o    | xo   | xxx  |      |      |      |      | 4,43 |            |
| 11        | Anjuli Knäsche      | Tyskland       | xo   | xo   | xxx  |      |      |      |      | 4,43 |            |
| 12        | Pascale Stöcklin    | Schweiz        | o    | xxx  |      |      |      |      |      | 4,28 |            |